# Col des Mosses
De Col des Mosses is een 1445 meter hoge Zwitserse bergpas die de verbinding vormt tussen Aigle in het Rhônedal en Château-d'Œx in het Pays d'Enhaut.
De pasweg is aangelegd in 1868. Vanaf 1869 reed er een koetsdienst over het traject. Op de pashoogte ligt het vakantieoord Les Mosses dat tot de gemeente Ormont-Dessous behoort. Vanuit deze plaats gaan kabelbanen omhoog richting de  Pic Chaussy  (2351 m) en de Mont d'Or. Op de hellingen van deze bergen wordt gedurende het winterseizoen geskied en gelanglauft.

## Wielrennen
De Col des Mosses geniet ook enige bekendheid dankzij de wielersport. Zwitserse wielerkoersen als de Ronde van Zwitserland en Ronde van Romandië zijn er gepasseerd. Ondanks de ligging in Zwitserland, passeerde de Ronde van Frankrijk er eveneens vijf keer. 
Op de top van de Col des Mosses kwamen in de Ronde van Frankrijk als eerste door:
- 1949:  Jean Robic
- 1997:  Stéphane Heulot
- 2000:  Massimiliano Lelli
- 2009:  Pierrick Fédrigo
- 2016:  Rafał Majka
- 2022:  Pierre Latour